# Ángel Garvín Martín
Ángel Fermín Garvín Martín (Santander, 1918 - Madrid, 2 d'octubre de 1942) va ser un obrer metal·lúrgic, polític espanyol, membre del Comitè Central del Partit Comunista a l'interior durant la dictadura franquista, assassinat víctima de la repressió política.
Al temps de produir-se el cop d'estat de juliol de 1936 que va donar lloc a la Guerra Civil, era militant de les Joventuts Socialistes Unificades (JSU) que van participar en la defensa de Santander. Després que la ciutat va caure en mans de les tropes revoltades, va passar a França, tornant a Espanya com a membre del Partit Comunista amb la missió d'entrenar militarment als militants del PCE a Alacant. Amb la presa d'Alacant al final de la guerra, no va poder fugir, i es va mantenir ocult durant gairebé un any i mig a Elx. El 18 de desembre de 1941 va arribar a Madrid Heriberto Quiñones González per a fer-se càrrec del secretariat de l'organització del PCE, en substitució de Realino Fernández López detingut al novembre de l'any anterior. El 30 de desembre d'aquest any, al carrer d'Alcalá de Madrid, Ángel Garvín va ser detingut al costat de Quiñones, mentre que l'altre membre de la direcció del PCE, Federico Frutos de San Antonio va poder escapar encara que va ser detingut dies més tard.
Els tres, com a membres de la direcció del PCE, van ser jutjats davant un consell de guerra el 26 de setembre de 1942, i encara que el fiscal havia demanat contra Garvín trenta anys de presó, va ser condemnat a mort al costat de Heriberto Quiñones i Luis Sendín López arrestat a l'octubre de 1941. Federico de Frutos San Antonio va ser condemnat a trenta anys de presó. Ángel Garvín va ser executat el 2 d'octubre de 1942 al cementiri de l'Est de Madrid amb Quiñones i Sendín López.